# 초야 (영화)
"초야"는 1967년 공개된 대한민국의 영화이다.

## 배역
- 오영일
- 윤정희
- 최남현
- 조미령
- 트위스트 김